# 学級王ヤマザキ
『学級王ヤマザキ』（がっきゅうおうヤマザキ）は、『月刊コロコロコミック』と『別冊コロコロコミック』で連載されていた樫本学ヴによる日本のギャグ漫画、およびそれを原作とするテレビアニメである。

## 概要
ヤマザキ家の跡継ぎヤマザキは、「学級王」になるべく冠町にある冠学園の6年3組に転校。彼がクラスメートや教師、おかしなヤマザキ家の家族と共にさまざまな騒動に巻き込んだり巻き込まれたりするギャグ漫画である。1995年9月号から連載。
担当編集が最初に提案したタイトルは「究極学級委員ヤマザキ」だった。
連載初期にはヤマザキによるおかしな行動や状況に拓也たちが巻き込まれるパターンが多かったが、中期からは排泄物ネタが多用されるようになった。また、ヤマザキが金儲けを企んだり、他の人物の珍妙な行動に巻き込まれていくパターンが定着していった。
1997年には朝の帯番組『おはスタ』内でテレビアニメがスタートし、同年末から1999年にかけてはそれらを30分にまとめたアニメが『おはスタ』外で単独放送されていた。アニメの放送期間中にはゲーム化やグッズ化などのメディアミックス展開も行われていたが、アニメの終了後には人気が落ち着き、原作も2001年2月号をもって連載を終了した。これ以降、樫本の作品は『コロッケ!』や『ぼくはガリレオ』などの冒険漫画がメインになっている。
2017年発売の『コロコロアニキ』2017年夏号および2017年秋号に新作が掲載された。

## 登場人物
主人公・ヤマザキとその家来のワタナベ軍団団員の名前は、すべて日本人の苗字（姓）から取られている（例：ヤマザキ→山崎、ワタナベ→渡辺、ナカモト→中本、などといった具合）。

### ヤマザキ家とその関係者
ヤマザキ
声 - くまいもとこ
主人公。「ヤマザキ王国の王子様」を名乗り、冠学園6年3組へと転校してきた。
自身によるヤマザキ王国の建国と発展を企てており、その一環として冠学園の支配を目論んでいる。しかし自称王子の立場と大言壮語とは裏腹に非常にみみっちく意地悪な性格であり、墓地の地下や学校のトイレの一室を勝手に占領・改造して「ヤマザキ〇〇王国」と名乗るなど傍迷惑な少年である。
頭のてっぺんを王冠に見立てて、三本のとんがりカットにしている。初期の作画は太い眉毛に分厚いたらこ唇と異様に濃い顔であった。
時々普通では考えられないような事業を成功させて金持ちになるが、調子に乗りすぎて最終的に失敗するのがオチ。周りを振り回して迷惑をよくかけるが、自分も他のキャラクターから理不尽なツッコミや暴力を受けて、流血沙汰になることがよくある。基本的にボケ役だが、家族やワタナベ軍団、苦院エリカなどに対してはツッコミ役に回ることが多い。下ネタとくだらない駄洒落が好きで、挨拶は専ら「オッパイよー（おはよう）」・「パイなら（さいなら）」である。スケベな一面があり、学校の地下にヤマザキ床下王国を作った際には女子更衣室覗き部屋を用意したほど。
「月刊快便の友」という本を製作していたり、金持ちになった際に王国に様々なバリエーションのトイレを作るほどウンチを重要視しているようで「脱糞王」とも呼ばれる。悪巧みをする時はおっさん眼鏡をかけていることが多かった。
下の名前は不明。一人称は「わがはい」で、語尾によく「のだ」と付ける。
そろばん七級の合格証書を持っており、本人はそれを「A級ライセンス」と称して違法にバスを運転していたことがある。トマトが嫌いである。得意技は3m飛び上がり、時速100kmで飛び蹴りを放つ「ヤマザキック」で、最終回で世界征服の旅に出る。
『コロコロアニキ』の「社会人編」では大人になり、「ヤマザキ王国」と書かれた表札のアパートに一人暮らしをしている。サラリーマンとなったが、見た目は変わっていない。これとは別に本編でも、流れ星にしたお願いの力でブタ田のお父さんと体が入れ替わって一度サラリーマンになったことがある。ブタ田のお父さんは二頭身位しかないが、入れ替わった時は八頭身だった。
学級王戦士Yマン
自称「冠町を守る正義のヒーロー」。その正体はヤマザキ本人。決めポーズは足の部分の白タイツを手で持ち上げて股間を「Y」に見立てた姿。
正義の味方を自称するがやっていることはどう見てもおせっかいで騒ぎを大きくするだけである。戦い方も姑息で、カンチョーを繰り出したりすぐ負けそうになって逃げ出したりというヒーローとは程遠い姿である。その変身スーツには様々な細工がしてあるが、とても戦闘の役には立ちそうにないものばかり。しかし本気を出すと頭部から二本の角が生えて「Yマンデラックス」になり、戦闘力は2から86へ大幅パワーアップする。しかし対する相手はその戦闘力よりも上回っているので強くなったわけではない。必殺技は巨大な金色のハンマーを振り回す「ゴールドハンマーチャンス」。
アニメではワタナベ、イケタニ、ナカモト、イカリヤ、ツカハラによる戦隊風の配下を引き連れているが、まるで役に立たず自滅した。また、冠学園校庭の地下に「オババンガーZ（アニメではゴッド・ハイパー・デリシャス・フォンドヴォー・Yマン）」というマジンガーZ風の巨大ロボットを収納している。
ヤマピー
あるトラブル（アニメではおじじ様の発明品「おんなガム」を食べてしまった事）で女の子になり、「ヤマザキ王国の王女様（プリンセス）」を名乗り出したヤマザキ。
女の子らしい装いとその上品な振る舞いで、きさきをはじめとするクラスの女子には可愛がられ、ブタ田から一目惚れされる等、一躍クラスの人気者となる。また、ワタナベ軍団（原作ではワタナベのみの登場だったが、アニメ版ではワタナベ以外のメンバーも登場している）もヤマザキが女の子に変身したことで、自分たちも女の子らしい姿に変身させられていたが、本人たちは内心嫌がっていた。
おばば様
声 - 中村大樹
ヤマザキの祖母。モアイ像のような濃い顔つきで、眼は顔の影に隠れて確認できない。怪獣の類としか言えないような行動や戦闘能力を有している。基本的に「オバ」以外喋らないが、語尾に「オバ」を付けて普通の会話をすることもある。
誕生日は2月15日。年齢は175歳で、15年に1度脱皮する。年齢を聞かれた際、「300オバ」と言ったり、自身の歌の歌詞で「目標200歳」と言ったりしている。
少女漫画が好きで、漫画製作においてはストーリー創作及び作画において素晴らしい才能を持っている。ヤマザキの名前を借り、「クリスチーネ・ヤマザキ」のペンネームで出版社に投稿した際も才能を高く評価され、漫画家活動をしていたことがあったが、過密スケジュールでダウンし、ヤマザキが代筆して失敗する。
トグロなみえ
おばば様がアイドル歌手としてデビューした際の名前。安室奈美恵のパロディ。原作ではヤマザキウンチの人気に合わせて登場し、頭にとぐろを巻いたウンチの帽子を着用。またバックダンサーとして、ウンチの帽子をかぶったワタナベ軍団が扮する「スーパーウンチーズ」（SUPER MONKEY'Sのパロディ）がおり、「トグロ奈美恵withスーパーウンチーズ」として活動していた。
アニメでは「ウンチ」設定が好ましくないとして、名前は据え置きであるもののとぐろは巻いておらず、バックダンサーは「オバックス5」（MAXがモデル）に変更されている。
唯一歌った曲である「台風のシーズン」（安室のシングル「太陽のSEASON」のパロディ）は、伴奏などを大幅に変更した上で曲名を「乙女の予感」として、シングルCD「ヤマザキ一番」内に収録されている。
おじじ様
声 - 園部啓一
ヤマザキの祖父。下品な名称や形状の発明品をつくる発明王。その技術レベルは未だ人類が開発できていないものもある。一人称は「おら」で、語尾に良く「だじょ〜」と付ける。
大おばば様
おばば様の母。ヤマザキの曾祖母にあたる。着物に襞襟を付けたような格好をしている。「オーババ」が口癖。棚にしまわれていたカップラーメン状の器から50年の時を経て復活し、おばば様と争う。翌月も登場したが、その次の月以降からは登場しなくなった。
超おばば様
おばば様の祖母。ヤマザキの高祖母にあたる。原始人の格好をしている。「チョバ」が口癖。口から光線を出す。大おばば様と共に翌月も登場したが、その次の月以降からは登場しなくなった。
プー助
声 - 菊地祥子
ヤマザキが1か月もの間便秘した状態で大量の下剤を飲んだことで産まれた生命体。一度は水に溶けて消滅したかに見えたが、後に水への耐性を持って復活した。
戦闘能力の高い「スーパープー助」に変身する能力を有し、手から発射する強力な光線（のように見える単なる強烈なにぎりっぺ）でボイジャン・ハルオを、そして近くにいたヤマザキをも圧倒した。なお、スーパープー助に変身すると頭の突起物が長くなり、体色も変わる。また、スーパープー助以外にも自在に姿を変えることができ、ヤマザキの替え玉として学校に登校して学級委員選挙に立候補した際には、圧倒的大差で拓也に勝利した。
このキャラクターが登場した回では、コロコロコミックの読者アンケートでダントツ1位を記録した。
読者の人気投票では主人公のヤマザキを抑え一位になっている。後に各キャラクターのウンチをベースとして多数の「兄弟」が誕生するが、いつの間にかいなくなっている。チャウとはかなり仲が良い。
父上、母上
最終回で登場したヤマザキ王国の国王と王妃。ヤマザキ曰く「美男美女のカップル」だが、キャラがとても濃い。世界征服の旅に出ているが、やっていることは観光旅行に近い。

#### ワタナベ軍団
ヤマザキの家来である動物軍団。ワタナベがリーダー。いずれも人間に使用される名字がカタカナ4文字で名づけられている。ヤマザキに内緒で慰安旅行に行ったり、会社を興したりもしていた。なぜか、ヤマザキには言葉がわかる。500円という薄給であり、さらに待遇はおおむね劣悪なため、しばしばヤマザキに反乱を起こすがなんだかんだ忠誠心はある模様。最終回前話では全員いつの間にか結婚し、子供がいることが明らかになった。
ワタナベ
声 - 堀内賢雄
犬。色は茶色。ブロータイプの眼鏡をかけているのが特徴。モデルは当時作者が飼っていた「ロン」という柴犬。アオ（オにアクセント）と鳴く。
ヤマザキがピンチのときに駆けつけるが役には立たず、ヤマザキに扱き使われることが多々ある。まれに嫌気が指し、ヤマザキに反抗して裏切ったり、酷い目に遭わせることもある。一度はエリカに改造されて、プー助と死闘を繰り広げたこともある（その際にヤマザキに「いったい何のマンガなのだ」とツッコまれた）。また、ヤマザキが女の子（ヤマピー）に変身した際はプードルのような姿にされていたが、ワタナベ本人はかなり嫌がっていた。
原作前半（4巻）では、とあるメス犬（アニメではきさきのペットのエリザベス）に恋をしてプロポーズしようとするが、彼女がワタナベではなく犬に変装したツカハラに惚れたため、失恋に終わった。その後の原作後半（12巻）では美人のメス犬と結婚し、自分にそっくりな子供たちに恵まれた父親となった。
子犬の頃、雨の日にダンボールに入れられて捨てられていたのをヤマザキに拾われるが、その後おでんの刺さった串によるアーチェリーの的にされ（アニメ版では服従する旨の誓約書にサインさせられるエピソードに変更）、本人にとってはトラウマとなっている。漢字表記は「渡辺」。
青木たかおによる漫画作品『ミニ四ファイターV』に一度だけ登場したことがある。
『コロコロアニキ』の「社会人編」では既に死亡しており、死ぬ直前形見としてヤマザキに自身の眼鏡を渡した。
イケタニ
声 - 伊崎寿克
サル。様々な乗り物（タクシーなど）の操縦に長けているが、猿なので正式な運転免許を持っていない。そろばん七級の合格証書は持っている。由来は、池谷直樹。
オカムラ
声 - 菊地祥子
ハト。伝書バトだが、飛行することはできない。漢字表記は「岡村」。
ナカモト
声 - 水谷優子
ペンギン。羽の色は緑。お腹に蝶ネクタイをつけている。役目は団員たちのストレス解消で、その方法は原作版ではサンドバッグとして殴られる。アニメ版では体を左右に揺らして催眠術の振り子の役割をし、その後自身を枕にして快眠へ誘うこと。催眠術は非常に強力で、拓也たちを丸一週間眠らせたこともある。ペンギンだが、熱いのは平気（おそらく、熱い国のペンギンらしい）。漢字表記は「中本」。
イカリヤ
声 - 永野広一
ワニ。ピンク色のボディ。役目はヤマザキのボディーガード。しかしヤマザキを良く齧ろうとする。ワニなのに、泳ぎは苦手。由来は、ザ・ドリフターズのいかりや長介。
ツカハラ
声 - 園部啓一
ゾウ。体色は黄色。おそ松くんに登場するデカパンのようなトランクスを履いている（クローゼットにいっぱい入れている）。ワタナベ軍団の中で一番の巨漢。気は弱いが心優しい。ワタナベ軍団の怪力担当で、動力発電に使われることもあった。犬に変装した時はメス犬に惚れられたこともあったが、アニメ版ではきさきに惚れたことがある。漢字表記は「塚原」。
クロサワ
声 - 芝原チヤコ
リス。読者公募で選ばれた軍団員。すばっしこく木登りが得意。好物はドングリ。ワタナベ軍団の中で一番の小柄。漢字表記は「黒澤」。
コバヤシ
声 - 中村大樹
ライオン。赤い鬣が特徴。目覚まし係。大好物はなんと生きた人間。漢字表記は「小林」。
ニシヤマ
声 - 中村大樹
カンガルー。頭に鉢巻を締めており、ボクシンググローブをつけている。目つきが悪い。ポケットはあるが、実はオス。故郷に妻と子供たちがいる。漢字表記は「西山」。
タカラダ
声 - 野上ゆかな（現：ゆかな）
黒猫。偵察・監視係。モデルは作者の妻が実家で飼っていた黒猫の｢クー｣。ピンク色のキャップ帽を被っている。しかし報告などはせず、相手を見ているだけで何も役に立たない。由来は、宝田明。
フクナガ
声 - 阪口大助
アライグマ。紫色。洗濯係。エプロンが特徴。「タヌキ」と呼ばれると怒る。漢字表記は「福永」。
タカハシ
声 - 東さおり
ウサギ。悲しいことがあるともらい泣きする。ニンジン弁当が好物。ワタナベ軍団の紅一点。漢字表記は「高橋」。
ハセガワ
声 - 宇垣秀成
ウシ。外見はホルスタイン。調理師。牛であるためか、赤いものを見ると興奮する。頭にコック帽を被っている。漢字表記は「長谷川」。
ヒサモト
声 - 永野広一
カバ。読者公募で選ばれた軍団員。口内が部屋になっている。イカリヤとは違い泳げる。いつもヤマザキのボート代わりにされている。のんびり屋で食いしん坊。いつも目は垂れていて、あくびが誰よりも長い。漢字表記は「久本」。
モリワキ
声 - 園部啓一
チーター。17と書かれたゼッケンの付いたランニングシャツを着用している。ヤマザキ曰く「足のスペシャリスト」でワタナベ軍団の中でもっとも足が速い。漢字表記は「森脇」。
カゲウラ
声 - 芝原チヤコ
モグラ。忍者服を着ている。その名の通り影のように動き裏から考察する秘密捜索員。穴掘りが得意で、魔球の使い手。漢字表記は「影浦」。
アラキダ
亀。サングラスを着用。カメラマン担当で新聞にスクープを載せる活躍をする。

#### ロボット
ニセヤマザキ（アニメでは「メカヤマザキ」）
声 - くまいもとこ
ヤマザキの偽者ロボット。100mを0.2秒で走り飛ぶことも可能。エリカの策略により本物のヤマザキは幽閉され、その間にヤマザキになりすました。メカとしての機能を使いこなして人気と信頼を得ており、拓也たちは偽物だとまったく気づいていなかった。その後、脱出したヤマザキが本物の証明として巨大ウンチを披露。ニセヤマザキも対抗するが内部のメカをうんちとして排出してしまったため機能停止したが、ヤマザキは最後まで自分が本物であることに気づいてもらえなかった。
なお、漫画ではエリカが父親に頼んで作らせたが、アニメではおじじ様が製造したという設定になっている。こちらはヤマザキに反逆するも返り討ちにされた。
ニセヤマザキ2（アニメでは「メカヤマザキ2」）
「やっぱり本物の方がステキ」と愛想を尽かしたエリカによって廃棄寸前だったところ、ヤマザキに拾われおじじ様から改修を受けた姿。脱糞機能と便器への変型機能を追加された。命の恩人であるヤマザキに忠誠を誓ったが、自分の扱いのひどさに憤慨。ヤマザキに反旗を翻したが、便秘機能で阻止された。
ニセヤマザキ3
意思機能は完全に排除され、頭部を操縦席にした型。搭乗する時は縮小して乗込む。動力はルームランナーによる自家発電。
ニセヤマザキ4
3から変型したビークル型。
ニセヤマザキZ
大型化したニセヤマザキ。動力は乾電池2本。
椅子型ニセヤマザキ
ヤマザキが教室で使用した成れの果て。教室の椅子が壊れたため、おじじ様に改造された。背もたれの部分に顔が残っており、座りづらい可能性もある。
その他、ランドセル、鉛筆削り、縦笛など、様々な形態に生まれ変わっている。

#### その他
クーちゃん
おじじ様が発明した「念土」によって作られた、動く粘土恐竜。
粘土でできているので、過去に体をムキムキにしたり、お城やタクシーにも変形していた。しかし、暑さに弱いのが欠点（実際に単行本10巻でお城に変形した際、太陽の暑さで溶けてしまい、拓也から「なにこれウンチ?」（溶け方がウンチのような形だった）と言われたことも）。鼻から鼻水が出ている（ソフトクリームのように食べることができる）のが特徴で、「フバ〜」しか喋らない。名前の由来は粘土の「クレイ」から。

### 冠学園小学校（かんむりがくえんしょうがっこう）
下部拓也（しもべ たくや）
声 - 柏倉つとむ（現：カシワクラツトム）
ヤマザキのクラスの学級委員長。
端整な顔立ちで優等生。基本的に常識人だが、ヤマザキの変装を見抜けなかったりと少々抜けているところもある。
ヤマザキとは学級委員長の座を争うライバル同士であり、そして悪だくみや騒動に巻き込まれる被害者でもあるが、登下校を共にしたり遊びに出かけたり等と基本的には仲の良い友達である。
どんな些細なものであろうとヤマザキのボケには徹底的にツッコミを入れており、ツッコミの際は頭部へのエルボー、ピコピコハンマーなどをよく使用している。ヤマザキが普通では考えられないような事業を成功させ、空前絶後の大ブームを起こした際はきさきやブタ田をはじめとする周囲がそれに便乗する一方、拓也だけはヤマザキが起こしたブームに断固として乗ろうとしない。また、象のツカハラを持ち上げるほどの怪力を見せたことがある。
家族は両親と祖母とペットの愛犬が原作後半（12巻）で登場。両親と祖母は拓也とは対照に天然ボケな性格をしており、ヤマザキが起こしたブームに便乗していた。
名字の由来は「僕」（しもべ）。
姫野きさき（ひめの きさき）
声 - 野上ゆかな（現：ゆかな）
ヤマザキのクラスの副学級委員長。
拓也とは恋仲で、彼のことは「タックン」と呼んでいる。家は大金持ちで、親から一回に貰うお小遣いは鞄に札束が目一杯詰め込まれているほどである。ハリセンコレクションが趣味。木村拓哉（当時SMAP）のファンだが、アニメではイチロー（当時オリックス・ブルーウェーブ）のファンになっている。小さくて可愛いものが好きだが、微妙に人と感性が違うところがあり、ヤマザキウンチをはじめ、女の子（ヤマピー）や赤ちゃんに変身したヤマザキを「可愛い」とべた褒めし、目を輝かせていた。
一応ヤマザキに対する扱いは拓也よりは優しいが、貧乳なのを気にしているところがあり、胸に対するセクハラには本気でキレる。
家族は母とペットの愛犬のエリザベス（実は姫野家の莫大な財力で開発された番犬ロボット）が登場しており、大企業の社長である父はきさきの台詞にて存在が示唆されるのみで本人は未登場。
名前の由来は「お妃」（おきさき）。
ブタ田ヒカル（ブタだ ヒカル）
声 - 阪口大助
本作の狂言回し的なポジションで、アニメ版ではナレーション（解説役）も務める。
ヤマザキのクラスメイト。ボケキャラで、鼻が豚の鼻のような形状をしており、とても大きい。語尾に「ブヒ」（連載初期は「ブー」などもあった）が付く。食いしん坊で、特にハムには目がないが、食事をするたびに便意に見舞われてしまう。その食い意地からおじじ様が発明した超強力肥料を盗み食いしたことで、巨大化し大暴れしたことがある。また、女の子（ヤマピー）に変身したヤマザキに一目惚れしたことがあり、アニメ版では拓也の容赦のないツッコミから身を挺してヤマピーを守る男らしい一面を見せた。
初期は「ブタ田」の名前しか決められておらず、「ヒカル」という下の名前は連載が進み、宇多田ヒカルをパロディ化した一発ネタだったものを、本名として設定化されたもの。
家族は全員同じ顔で、7つ子の幼い兄弟もいる。父親は恐妻家で、息子にも宿題をやらされる等と、家庭内において一番地位が低い。そのため、不思議な流れ星の力でヤマザキと立場が入れ替わった際、元に戻ったヤマザキが墓地王国に帰ってきた際も元に戻るのを拒んでいた。
チャウ
声 - 麻績村まゆ子（現：おみむらまゆこ）
おじじ様の発明品「転送機」のトラブルの影響で異次元の世界からやってきた生物。ウサギに似た外見で「チャウ」と鳴く。きさきと一緒にいることが多く、後にプー助とも仲良くなった。よくヤマザキに対しておバカな事をするたびに蹴りを食らわしていた。実はチャウ王国の王子。
アニメオリジナルキャラクターだが、原作では台詞はなく、背景扱いなもののたびたび登場する。
乳母川メメ子（うばがわ メメこ）
声 - 水谷優子
ヤマザキ達のクラス担任。デフォルメされた外観に、やや抜けている性格で丸眼鏡をかけている小柄な女性。当初の名前は「先生」のみと、本名が設定されていなかった。
インフルエンザで重症になりながらも学校へ出勤しようとするなど、職務に対して誠実。眼鏡を外すと八頭身美人になるが、教育や校則には極めて厳しい性格且つ暴力的な言動に豹変してしまう。眼鏡を外している間の記憶は残らない様子。
名前の由来は「乳母」。
校長先生
声 - 堀内賢雄
ヤマザキの学校の校長。ハゲ頭と眼鏡がトレードマークの老人のような見た目をした男性。かなりの天然ボケで、ヤマザキによって学校をロボットに変えられた時は、思わず銅像を教室に持って来たほどである。
苦院エリカ（くいん エリカ）
きさきの実家に匹敵する超巨大企業「クイーン商事」の令嬢。
文通でヤマザキと知り合って結婚の約束まで取り付けるが、その容姿は強烈に不細工であり、ヤマザキから激しく嫌われている。口癖は「おけけ」で、怒ると「エリカショーック!」と叫びながら鼻毛を引っ張り、喜ぶと耳毛を引っ張る。霊感が強く、幽体離脱したヤマザキの姿を見抜いたことがある。
原作後半では、幼少期のエリカはツインテールの美少女で、ヤマザキとは幼馴染だったことが判明。そして本当は美人であり（10巻）、心から好きになってくれる人が現れるまでは不細工なお面をはずしてはいけないという当家に伝わるしきたりであったが、結局輪郭は大きく、控えめながら鼻毛も健在であるため、いずれにせよ幼少期とは程遠かった。しかし真実を明かしたその後もなぜか再びお面をかぶって登場しており、ヤマザキからは強烈に拒絶されている。
名前の由来は「クイーン」。アニメ版には登場していない。
はかまだ進之介（はかまだ しんのすけ）
声 - 東さおり
ヤマザキのクラスに転校してきた髷を結った少年。家は0.2万石の大名家の家柄（らしい）。密かに冠学園の天下統一を目指している。帯刀しているが、実はただの靴ベラ。
基本的に礼儀正しいが、自分勝手で短気なところもあり、くだらないダジャレを言ったりとヤマザキと同レベル。怒るとなぜか後ろから津波が発生して周囲を押し流す。ヤマザキの「ワタナベ軍団」に対抗するかのように海の生き物たちで構成された「クロシオ軍団」を率いている。
基本的に劇中ではキャラが弱く（作者談）、まともに登場したのは2回だけ（ほとんど端キャラ）だった。最終回では6年3組のメンバーの中に混じっていた。
ヤマダキ
6年3組に転校してきたヤマダキ王国の跡継ぎ。ヤマザキにそっくりだが頭の三本とんがりの先が丸く、拓也いわく「こいつの方が（顔が）気持ち悪い」。ただしヤマザキと比べると少々気が弱い性格である模様。
家は洋風の墓で家族もそっくりであったが、なぜか彼女のセスナちゃんだけは超美少女であった。その後は登場していないが、最終回では6年3組のメンバーの中に混じっていた。
ボイジャン
声 - 宇垣秀成
頭に縫合痕があるフランケンシュタインの怪物のような大柄の少年。『ドラえもん』のジャイアンのパロディキャラ。アニメでは中学校の番長。名前の由来は「ジャンボ」。
ハルオという凶暴な大型犬を飼っており、ヤマザキの頭のトンガリにハムを突き刺して食べさせるなどの残虐なしつけを行っている。また、ボイ子という妹がいるが、本家とは違ってまだ赤ん坊。化粧回し風のよだれ掛けをしており、他の赤ん坊たちから犬と勘違いされていた。
鈴木のべ太（すずき のべた）
声 - 伊崎寿克
ひ弱なメガネの少年。『ドラえもん』の野比のび太のパロディキャラ。
ボイジャンにいじめられているほか、よく名字を間違えられる。「のべ太」は本名ではないらしい。

### その他
金子のおっさん
声 - 永野広一
冠町内では子供たちに恐れられている不審者面の男性。双葉の付いたヅラをつけている。「 - なのね」が口癖。登場するときには「ちょめー」という効果音が出る。
生まれてこの方虫しか友達がいなかったらしく、彼の家に入った野球のボールを取りに来たヤマザキに「ボールを返す代わりに友達になって一緒に遊んでくれ」と悲願してくる。遊びから開放された時にはヤマザキでさえグロッキーになるほど無駄に元気がある。顔がそっくりな家族が沢山いる。ヤマザキのことを「ヤマちゃん」と呼び、ヤマザキには鬱陶しがられているが、徹頭徹尾嫌われているわけではなく、家族の思い出を語るおっさんに親しみを覚えたり、冠町から住人が消えてしまった際は「おっさんでもいいから会いたかった」と発言している。
アニメ版最終回ではヤマザキにそっくりな息子がいたことが判明したが、これはおっさんがヤマザキが寝ている隙にこっそり写した偽物の写真で結局そのままヤマザキ王国に残ることになってしまった。
きさきのママ
美人で優しいきさきの母親。滅多に怒ることのない、眼鏡をかけた優しい女性。
エリザベス
きさきが飼っているペットのロボット犬。アニメではワタナベに一目惚れされるが、本人はツカハラを気に入った。
婦鈴 セスナ（ぷりん セスナ）
ヤマダキの恋人。ヤマザキの恋人を自称するエリカと同じようにヤマダキのことを「ダーリン」と呼ぶが、ヤマザキが羨ましがるほどの超美少女で、ヤマダキともラブラブな恋人同士である。
カッシー
声 - 伊崎寿克
作者である樫本本人。通行人として良く背景に紛れ込んでいる。アニメでは、眼鏡の女性（声：麻績村まゆ子）と「カッシー」・「ハニー」と呼び合っていちゃついている。
冠ロボ一号（アニメではヤマザイガーDX）
ヤマザキたちの通う冠学園をそのまま巨大ロボに改造したもの。登下校が面倒になったヤマザキが、「なら学校がうちまで歩いてくれば良い」という発想のもとに作られた。基本的に校舎の横から両腕が生え、下から二足歩行可能の下半身が付いただけである。バナナの皮で転倒しヤマザキとヤマザキ王国を下敷きにした。すでに登校していた中の生徒たちも滅茶苦茶である。
アニメでは人工知能も搭載されており、「ガッコー」としか喋れないものの、ジョークをかましたり感情表現も豊か。ヤマザキには正式名称で呼ばれるが、学園の生徒たちからは親しみを込めて「学校君」と呼ばれる。一度その巨体と怪力ゆえに嫌われてしまったが、自然災害で危険が迫った生徒たちを守るかのように活躍して見直される。最後はなぜか海へ帰っていったが、その後はただの校舎に戻されたのか新しく校舎が建てられたのかは不明。
やまちゃん
声 - 山寺宏一
アニメで登場。声優である山寺本人。度のきつい眼鏡を掛けた茶髪のもじゃもじゃ頭の日本人。挨拶は「おーはー」。
アニメが『おはスタ』内放送ということもあって、番組司会である彼も登場した。作中での役柄はおばば様が「クリスチーネ・ヤマザキ」名義で少女漫画を連載した際の担当編集としての登場。
レイモンド
声 - レイモンド・ジョンソン
アニメで登場。ダンサーであるレイモンド本人。赤い帽子を被り、縞々のシャツと青いズボンに黄色いパーカーのいつでも踊っている外国人。彼も挨拶は「おーはー」。やまちゃんと共に当時『おはスタ』に出演していたための登場。役柄はやまちゃん同様「クリスチーネ・ヤマザキ」の担当編集。

## ヤマザキ王国
男は頭のてっぺんに三本とんがり、女は髪を上に膨らませて簪を挿す。跡継ぎとなった王子は13歳になるまでにお妃を決めるか、一人立ちして自分の力で王国を築きあげなければならない。

### 居住地
ヤマザキ墓地王国
「ヤマザキ家之墓」と書かれた和式の墓石の下を掘って作られた王国。最も多く登場している。土地開発のあおりで埋め立てられたが、いつの間にか元に戻っている。アニメでは登場しない。
ヤマザキ地下王国
冠公園の地下に造られた王国。公衆トイレの脇のごみ集積所が入り口。アニメでは登場しないヤマザキ墓地王国の代わりに多く登場している。
ヤマザキ床下王国
冠学園6年3組の床下に造られた王国。掃除用具入れが入り口となっている。その後拡張され、学校の全体に行き渡る。劇中では隠し扉を使っていたずらの限りを尽くしたが、最後にはバレてしまった。後に「ヤマザキひみつ王国」として再び床下に住んでいたこともあるが、拓也によって閉鎖させられた。
ヤマザキプール王国
冬の寒さで分厚い氷が張った冠学園のプールの中に造られた王国。校長室から盗んできた家具が置かれており、電気も学校から盗っている。劇中では、寒さで出入り口が固まって出られなくなるというトラブルに見舞われる。
ヤマザキ賽銭箱王国
幼少期にヤマザキが住んでいた王国。神社にある一回り大きな賽銭箱の中に居住スペースがあり、冠学園に転校するまで暮らしていた。
ヤマザキクローゼット王国
リフォームされた下部タクヤの部屋のウォークインクローゼットの中に造られた王国。墓地王国が土地開発の煽りで埋め立てられたため、タクヤに内緒で越して来たがすぐに追い出され、公営バスや6年3組の床下に引っ越した。
ヤマザキキャンピングカー王国
おばば様の175歳の誕生日にヤマザキがプレゼントした。車に本物の家が設置されている。おばば様の暴走によって大破した。
ヤマザキ冠学園女子トイレ王国
冠学園の女子トイレに故障中の張り紙が貼られた個室。テレビや冷蔵庫なども置かれている。拓也たちが気づきかけた際におばば様を化け物と勘違いして何とかバレず、いつのまにか墓地王国に引っ越すが、後にエリカによって使用不可能にされる。
ヤマザキミニチュア王国
おじじ様の発明「大人のチン○ライト」（アニメでは、｢大きくなったり小さくなったりできるライト｣という名称）で建物を小さくし、それで造ったミニチュアの王国。ライトで自分も小さくなることで実際に住めるようになっている。ミニ四駆でドライブもできる。
ヤマザキトイレ王国
大金を手に入れ墓地王国を改造するが、様々な種類のあるトイレで悩んだ挙句部屋が全てトイレになっている（墓地王国への穴が残っておりそこに居住している）。最終的には小山ほどの便座になった。
ヤマザキプー助王国
ヤマザキが突然、多くのプー助を生み出したことがきっかけで造られた王国。壁も椅子も全てヤマザキが生産したプー助で造られた。しかし、最終的には雨で溶けてしまい、まもなく崩壊した。

## ヤマザキ語一覧
劇中中盤から登場する挨拶言葉。おっぱいを混ぜた言葉である。おっぱいを胸元に持ちながら発言する。おっぱいは挨拶によって替えており、乳首の色が違うらしい。アニメでは都合により発言のみとなった。
- オッパイよー（おはよう）
- パイなら（さいなら）
- ごめんなパイ（ごめんなさい）
- まかせなパイ（まかせなさい）
- オーパイゴット（オーマイゴッド：読者公募の作品）
- じゃんけんパイ（ジャンケンポイ：読者公募の作品）

## 発明品
おじじ様の発明した品々。くだらないものが多いが、たまに役に立つものもある。なお、ネーミングの大半はダジャレ。
大人のちん○ライト
懐中電灯と同じ仕組みでライトを当てることによって、「大人のちん○」のように物体のサイズを大きくしたり小さくしたりできる。原作では「ドラえもんのスモールライトのパクリ」と伏せ字なしで明言されている。○の位置が「ん」だったこともある。
おじじ様が初めてこのライトを登場させた際、名前の元ネタを知らないヤマザキから「大人のちん○は大きくなったり小さくなったりできるの？」と問われて、冷や汗をかいて沈黙してしまうが、いきなりヤマザキに使用してごまかした。
なおライトの外見はその名前とは裏腹に、幼児のものである。そのことは単行本のあとがきでもツッコミを入れられているが、それに対して作者は「少年誌で大人のものを描くわけにはいかない」という旨の返答をしている。
アニメでは「大きくなったり小さくなったりするライト」という呼称になり、外観も含めて元ネタの痕跡は残っていない。
便器自動車
おじじ様の発明品で最初に出てきたもの。シートが全て洋式便器になっており、風防は和式便器をあしらっている。ネーミングは「電気自動車」のもじり。
毛いたい電話
頭髪に挟んで固定する電話。ネーミングは「携帯電話」のもじり。
ゴキブリパイパイ
オッパイを付けたゴキブリホイホイ。ゴキブリだけでなくエッチな親父も取れる。
舌じき
牛の舌を引き伸ばして作った下敷き。
プリクソ
機械の前でポーズを取るとウンチが出てくる。
おじじっち
『たまごっち』のパロディ。おじじを育てるゲーム。すでに年をとっているのですぐ死ぬ。
ポケットワタナベ軍団
『ポケットモンスター』のパロディ。ポケモンをワタナベ軍団に置き換えたもの。
オババイオハザード
『バイオハザード』のパロディ。大量のオババゾンビが襲い掛かってくる怖過ぎるホラーゲーム。
便器型バーチャルリアリティコントローラー
洋式便器型でトイレで水を流すようにプレイヤーを実際にゲームの世界に突入させる。クリアしなければ元の世界には帰れない。アニメではこれに当たるものとして掃除機の吸い込み口状のものでゲームの世界に吸い込むものがある。
便器スリッパ
和式便器形のスリッパ。家で急にもよおした時に使える。「便所スリッパ」のもじり。
プー体離脱の薬
下剤感覚で幽体離脱ができる薬。元の肉体や他人に憑依するときは肛門から入らなければいけないが、基本的に視認できないのでヤマザキは悪戯で最大限活用した。
ジャンピングシューズ
内蔵されたバネで高く飛べるが、飛びすぎて星になることもある。
スーパービッグX
一粒で植物を急激に成長させる超強力肥料。ただし人間にも効果があり、大量に摂取すると数十メートルサイズに巨大化し（衣装も同様）、暴れてしまう。ブタ田とYマンが食べており、ブタ田は元に戻れたが、Yマンは効き目が切れるまで元に戻れなかった。
若返りストロー
生き物に刺して吸い込むと若さを吸い取ることができる。吸い取った側は若返るが吸い取られた側は急激に老いてしまう。効き目は数日で切れる。
エスパーペンダント
字の通りエスパーになれるペンダント。デザインこそメダル型の本体にじゃんけんのパーに「s」を描いたイラスト付きという具合だがテレポーテーション、テレパシー、念動力、透視と一通りの能力は使える。
筋肉まん
食べるとボディビルダー級の肉体と超人的な怪力を得る中華まん。派生型として食べると贅肉まみれの肉体になる「ぜい肉まん」がある。名前の由来は『キン肉マン』。
念土
作ると念が宿って一人で動くことができる粘土。ここからクーちゃんが誕生した。
物質転送機
アニメで登場。

## 役に立たない悩み相談室 ヤマザキに聞け!
1996年2月号から1998年1月号までおまけとして掲載されていたコーナー。
読者から送られてきた悩みに対してヤマザキの回答とその詳細や具体例を描いたイラストが掲載された。基本的におかしな回答（例：問「遠足で歩くのがつらい」→答「宅配便で目的地まで運んでもらえばいい」絵「ヤマザキの入った箱が目的地の拓也たちの元に届く」など）が多く、たまにまともな回答もあったが、具体例のイラストがおかしかったこともある。欄外には必ず「ヤマザキの回答を実行しないように」との注意書きが掲載された。
単行本には雑誌掲載された中から少数が収録されていた。

## 単行本
- 全12巻。第1巻のみ『熱血!!コロコロ伝説』（コロコロ30周年記念本）vol.10（最終巻）付録で復刊。

## テレビアニメ
1997年10月27日から1998年11月27日までは『おはスタ』内で5分アニメとしてテレビ東京系列局を中心に放送されていた。全54話。これは、本来は尺が25分ほどある1話分をおよそ5分ずつ5回に分けて放送するというものである。
火曜18:30枠のアニメ『ポケットモンスター』がポケモンショックの影響でしばらく放送休止になった際には、代わりに本作が30分アニメのまま同時間帯で再放送された。同時間帯での放送は1997年12月23日から1998年3月31日までで、同年4月7日には火曜19:00枠で、同年4月9日には木曜19:00 - 19:30枠で放送された。
その後、『ポケットモンスター』が木曜19:00枠で再開したため、本作はまた『おはスタ』内のみの放送へと戻ったが、それから半年後の1998年10月6日から火曜19:00枠で再度30分アニメ化され、1999年4月6日までレギュラー放送された。また、同年12月31日にも金曜11:30枠で単発放送された。
なお、『ポケットモンスター』の休止期間中、テレビ東京系列以外の遅れネット局も大半が本作を代わりに放送していた（詳細は後述）。
原作には下ネタのシーンが非常に多く（開始当初の放送時間帯である）朝の番組として相応しくないため、アニメ版では下ネタ描写や汚物の描写シーンを大幅に削減するなどかなりのアレンジがかけられている。また、苦院エリカはアニメには登場しない。
テレビ放送の終了後には、本作を収録したVHSビデオが発売された(現在は廃盤)。DVD化・Blu-ray化はされていない。2008年1月には『おはスタ』内で、コロコロコミック創刊30周年記念『伝説のアニメセレクション』の第4弾として一部の回が再放送された。

### スタッフ
- 原作 - 樫本学ヴ
- 監督 - 冨永恒雄
- 企画 - 久保雅一、紀伊高明
- スーパーバイザー - 新井俊幸
- 監修 - 岩田牧子（テレビ東京）
- シリーズ構成 - 小出一巳
- 文芸 - 市川卓、末永光代
- キャラクターデザイン - 池田裕治、鈴木伸一
- 総作画監督 - 鈴木伸一
- 美術監督 - 松本真奈美
- 色彩設定 - 鈴城るみ子
- 撮影監督 - 岡崎英夫
- 音響監督 - 鶴岡陽太（楽音舎）
- 音楽プロデューサー - 吉田隆
- 音楽 - 渡部チェル
- プロデューサー - 出﨑哲（マジックバス）、古市直彦（小学館プロダクション）
- 編集：船見康恵、伊藤裕
- タイトル：マキ・プロ
- 現像 - IMAGICA
- CG：広津晋司
- 音響制作 - 81プロデュース、HALF H・P STUDIO、楽音舎（クレジット表記無し）
- 録音スタジオ - HALF H・P STUDIO
- 音響プロデューサー - 中野徹
- 効果 - 古宮理恵（アニメサウンドプロダクション）
- 録音調整 - 内田直継
- 録音 - 梨本亮子
- キャスティングマネージャー - 吉田理保子
- 音響制作担当 - 竹内康秀
- 番組宣伝 - 伊藤淳也（テレビ東京）
- 制作デスク - 薄金眞
- 設定制作 - 桑畑絹子
- 制作事務 - 綱木志のぶ
- アニメーションプロデューサー - 松崎義之
- アニメーション製作 - マジックバス
- 製作 - テレビ東京、小学館プロダクション

### 主題歌

#### オープニング
「ヤマザキ一番！」（1話 - 21話）※〈1997年10月27日 - 1998年3月27日〉
作詞 - 樫本学ヴ / 作曲 - コンドリア水戸 / 編曲・歌 - 渡部チェル
「ヤマザキ一番！」（22話 - 54話 ）※〈1998年4月6日 - 1998年11月27日〉
作詞 - 樫本学ヴ / 作曲 - コンドリア水戸 / 編曲 - 渡部チェル / 歌 - 山崎邦正（現：月亭方正）

#### エンディング
「パイあるかぎり」（1話 -  21話）※〈1997年10月27日 - 1998年3月27日〉
作詞 - 樫本学ヴ / 作曲・編曲・歌 - 渡部チェル
「パイあるかぎり」（22話 - 54話 ）※〈1998年4月6日 - 1998年11月27日〉
作詞 - 樫本学ヴ / 作曲・編曲 - 渡部チェル / 歌 - 山崎邦正

### 『おはスタ』内での放送
オープニング主題歌「ヤマザキ一番」とエンディング主題歌「パイあるかぎり」は、第21話までは作曲家の渡部チェルが歌っており、映像も簡易な物を使用している。エンディングは、キャラクターやアイテムの数・動きが毎回変わっている。
『おはスタ』と吉本興業とのコラボレーション企画の一環で、第22話以降はオープニング・エンディング共にお笑いタレントである山崎邦正（現・月亭方正）が歌うこととなった。これに伴い、オープニング映像に新作カットが加えられた。
オープニングは、月曜日放送の物はやや長めの1コーラスの物を、火曜日から木曜日放送の物は短縮された物を、金曜日は未使用。なお、『おはスタ』の音楽コーナー「ハイパーソング」で、山崎邦正が歌唱・出演し、イントロ・アウトロを省略しない長めの1コーラスバージョンが放送されたこともある。エンディングは、月曜日から木曜日放送のものは短縮された物を、金曜日放送の物はやや長い1コーラスを使用。金曜日は、エンディングの最後に脱力感を誘う格言が表示される。

### 『ポケットモンスター』の差し替え枠・正式枠としての放送
オープニングは『おはスタ』版よりも長い1分30秒のものを、エンディングもより長い2分30秒のものを使用。オープニング・エンディングは山崎邦正が歌うものに統一された。
オープニング映像は前述の「ハイパーソング」で放送されたものに、エンディング映像は同じ映像を長めにしたり、登場キャラクター・アイテムの数を増やしたものにビデオ編集によるエフェクトやコマの間引きなどの編集を加えたりして放送した。
オープニング・エンディング映像は、『おはスタ』版とは違い全話にわたって同じものが使われた。なお火曜19時の枠での放送では、映像に新作カットとさらなるビデオ編集が加えられている。
『ポケットモンスター』の差し替え枠として放送している期間中は、番組冒頭においてポケモンショックへのお詫びと『ポケットモンスター』は放送休止中であることを周知するブルーバックのテロップが毎回表示され、告知画面の後にオープニングが流れるという放送形態を取っていた。

主題歌「ヤマザキ一番！」を歌った山崎邦正（現・月亭方正）は、当時ヤマザキのコスプレで歌番組に出演。これが気に入ったらしく、その後も自身の結婚会見など様々な場面でこの格好で登場した。また、『ダウンタウンのガキの使いやあらへんで!!』（日本テレビ）などでは山崎自身のテーマソングとしてこの歌が使われることも多い。落語家に転身してからも同曲を出囃子にしている。2001年5月19日放送分の『めちゃ2イケてるッ!』（フジテレビ）でEE JUMPの楽曲（「おっととっと夏だぜ!」）がこれに似ているとして自ら抗議をしたこともあるが、EE JUMP側は何も反論しなかった。なお、EE JUMPの楽曲はつんく♂作曲であるが、2002年の未発表曲で渡部チェルが編曲で参加している。
Jリーグのレノファ山口FCでは試合勝利後、イレブンが勝利のラインダンスの時にサポーターが歌う「ヤマグチ一番！」の元ネタとなっている。

### CD
1998年5月27日に主題歌（オープニング・エンディング）ならびに番組ではほとんど使われなかったキャラクターソング・ミニドラマが収録された8センチCDのミニアルバム『ヤマザキ一番』がメディアファクトリーから発売。10万枚以上を売り上げた。盤面はピクチャーレーベルで、ヤマザキの顔が度アップでフルカラー印刷されている。初回版にはおばば様のステッカーが同梱された。
| トラック | 曲名                         | パロディ元                             |
| -------- | ---------------------------- | -------------------------------------- |
| 1        | ヤマザキ一番!                | Go West                                |
| 2        | カモン!ワタナベ              | ロックリバーへ（あらいぐまラスカル）   |
| 3        | 乙女の予感                   | TRY ME 〜私を信じて〜                  |
| 4        | ヤマザキマンガ入門           |                                        |
| 5        | 戦え!ぼくらの学級王戦士Yマン | 「エキセントリック少年ボウイ」のテーマ |
| 6        | 好きよ ダーリン              | 渚にまつわるエトセトラ                 |
| 7        | ワタナベ軍団のうた           | WAになっておどろう                     |
| 8        | 哀愁のヤマザキッス           |                                        |
| 9        | SPACE BOARDER                |                                        |
| 10       | パイあるかぎり               | 真っ赤なスカーフ（宇宙戦艦ヤマト）     |

### 各話リスト
| 話数 | サブタイトル                                     | 脚本                | 絵コンテ            | 演出     | 作画監督          |
| ---- | ------------------------------------------------ | ------------------- | ------------------- | -------- | ----------------- |
| 1    | 参上! 王子様転校生                               | 市川卓              | 冨永恒雄            | 秦義人   | 鈴木伸一          |
| 2    | ゆか下の大王国                                   | 市川卓              | 酒井伸次            | 酒井伸次 | 森中正春          |
| 3    | 恐怖のサバイバル遠足                             | 市川卓              | 青木雄三            | 宮崎一哉 | 昆進之介          |
| 4    | 潜入! ヤマザキ王国                               | 末永光代            | 石踊宏              | 石踊宏   | 松本勝次 藤田正幸 |
| 5    | きさき邸大パニック!!                             | 市川卓              | 大庭秀昭            | 雄谷将仁 | 進藤満尾          |
| 6    | ミニチュア王国の大冒険                           | 市川卓              | 知吹愛弓            | 土屋日   | 杉山東夜美        |
| 7    | 億万長者ヤマザキ                                 | 市川卓              | 冨永恒雄            | 秦義人   | 鈴木伸一          |
| 8    | プール王国からの脱出                             | 市川卓              | 青木雄三            | 酒井伸次 | 森中正春          |
| 9    | サンタはさんざん苦労する!!                       | 末永光代            | 垂永士              | 花井信也 | 森中正春          |
| 10   | スノー・アドベンチャーイン雪山                   | 末永光代            | 石踊宏              | 石踊宏   | 松本勝次 藤田正幸 |
| 11   | 銀行強盗VSヤマザキ                               | 植田浩二            | 小村敏明            | 雄谷将仁 | 進藤満尾          |
| 12   | ワタナベのラブラブ大作戦                         | 近藤真智子          | 知吹愛弓            | 土屋日   | 杉山東夜美        |
| 13   | 6年3組ヤマザキ先生                               | 市川卓              | 毛利和昭            | 秦義人   | 鈴木伸一          |
| 14   | 激走! ヤマザキ地下鉄                             | 冨永恒雄            | 冨永恒雄            | 花井信也 | 森中正春          |
| 15   | ヤマピーの素敵なバレンタイン♥                    | 土屋理敬            | 遠藤克巳            | 宮崎一哉 | 田旗怒            |
| 16   | 学級将軍はかまだ見参!                            | 出崎遠太            | 冨永恒雄            | 山口頼房 | 松本勝次 藤田正幸 |
| 17   | 天才マンガ家 クリスチーネ・ヤマザキ              | 近藤真智子          | 青木雄三            | 雄谷将仁 | 進藤満尾          |
| 18   | 学園ヒーローYマン登場!                           | 植田浩二            | 知吹愛弓            | 土屋日   | 杉山東夜美        |
| 19   | 勇者ヤマザキ魔王を倒せ!!                         | 土屋理敬            | 垂永士              | 秦義人   | 鈴木伸一          |
| 20   | うらない王 カダブーラ・ヤマザキ                  | 市川卓              | 遠藤克己            | 花井信也 | 森中正春          |
| 21   | 名探偵ヤマザキ犯人はだれだ?                      | 土屋理敬            | 青木雄三            | 宮崎一哉 | 田旗怒            |
| 22   | 熱闘! 野球王ヤマザキ                             | 市川卓              | 冨永恒雄 木村真一郎 | 山口頼房 | 松本勝次 藤田正幸 |
| 23   | 決戦! 学級委員長選挙                             | 土屋理敬            | 野田作樹            | 多田俊介 | 進藤満尾          |
| 24   | 学校ロボヤマザイガー発進!!                       | 植田浩二            | 垂永士              | 秦義人   | 鈴木伸一          |
| 25   | スーパーアイドル王 ジョニー・ヤマザキ            | 近藤真智子          | 知吹愛弓            | 土屋日   | 杉山東夜美        |
| 26   | 学級将軍はかまだ再び                             | 市川卓              | 青木雄三            | 花井信也 | 森中正春          |
| 27   | ヤマザキVSメカヤマザキ                           | 植田浩二            | 垂永士              | 福多潤   | 森中正春          |
| 28   | メカヤマザキの逆襲                               | 植田浩二            | 垂永士              | 山口頼房 | 松本勝次 藤田正幸 |
| 29   | ヤマザキ先生のお見合い大作戦                     | 土屋理敬            | 多田俊介            | 多田俊介 | 進藤満尾          |
| 30   | むかし話王 ヤマ太郎鬼たいじ                      | 末永光代            | 遠藤克己            | 秦義人   | 鈴木伸一          |
| 31   | サッカー王栄光のヤマザキック!!                   | 市川卓              | 土屋日              | 土屋日   | 杉山東夜美        |
| 32   | 衝撃! ワタナベ王国誕生!!                         | 土屋理敬            | 青木雄三            | 花井信也 | 森中正春          |
| 33   | 冒険王ヤマザキ秘宝を探せ!!                       | 市川卓 近藤真智子   | 冨永恒雄 南康宏     | 酒井伸次 | 森中正春          |
| 34   | プー体離脱でおっパイよー!                        | 土屋理敬            | 遠藤克己            | 山口頼房 | 中原清隆          |
| 35   | 料理王ヤマザキ出た! まぼろしの味                 | 市川卓              | 野田作樹            | 多田俊介 | 進藤満尾          |
| 36   | 地球SOS!! 宇宙からの侵略                         | 植田浩二            | 垂永士              | 秦義人   | 鈴木伸一          |
| 37   | 大ピンチ!! 金子のおっさん出現                    | 土屋理敬            | 土屋日              | 土屋日   | 杉山東夜美        |
| 38   | タイムスリッパーヤマザキ                         | 市川卓              | 冨永恒雄            | 花井信也 | 森中正春          |
| 39   | 海賊王ヤマザキ宝島ファイト!                      | 末永光代 市川卓     | 垂永士              | 垂永士   | 森中正春          |
| 40   | Yマン戦隊おっパイよーレンジャー                  | 植田浩二            | 知吹愛弓            | 山口頼房 | 中原清隆          |
| 41   | ウエスタンキングヤマザキッド                     | 土屋理敬            | 青木雄三            | 多田俊介 | 進藤満尾          |
| 42   | チャウ王国に行っチャウのだ!                      | 市川卓              | 木村真一郎          | 秦義人   | 鈴木伸一          |
| 43   | ミラクル少女・ヤマザキばばか                     | 植田浩二            | 土屋日              | 土屋日   | 杉山東夜美        |
| 44   | プー助とヤマザキ                                 | 近藤真智子 末永光代 | 冨永恒雄            | 花井信也 | 森中正春          |
| 45   | おとぎのプリンセスヤマピー姫♥                    | 土屋理敬            | 垂永士              | 垂永士   | 森中正春          |
| 46   | 新スーパーアイドル ジョニー＆マイケル            | 市川卓              | 木村真一郎          | 山口頼房 | 中原清隆          |
| 47   | おまたせ、キャプテン・ローズ! きのこ山ファイト!! | 市川卓              | 小村敏明            | 雄谷将仁 | 進藤満尾          |
| 48   | きさきのピアノコンクール                         | 土屋理敬            | 青木雄三            | 秦義人   | 鈴木伸一          |
| 49   | 宇宙人の侵略大作戦・パートⅡ                      | 植田浩二            | 垂永士              | 土屋日   | 杉山東夜美        |
| 50   | 爆笑兄弟炎の挑戦!                                | 市川卓              | 冨永恒雄            | 花井信也 | 森中正春          |
| 51   | ヤマザキ少年探偵団犯人はおまえか?                | 土屋理敬            | 垂永士              | 秦義人   | 河合静男          |
| 52   | 芸術王 サルバドール・ヤマザキ                    | 植田浩二            | 木村真一郎          | 山口頼房 | 中原清隆          |
| 53   | 復活のプー助まっ昼間の決闘!!                     | 市川卓              | 小村敏明            | 雄谷将仁 | 進藤満尾          |
| 54   | ようこそ! ゴールデン・チャイルド                 | 植田浩二            | 青木雄三            | 冨永恒雄 | 鈴木伸一          |

### 放送局
30分版を放送した局のみを挙げるが、『ポケットモンスター』の代替番組として放送されたためネット局は非常に多かった。『ポケットモンスター』の代替番組として放送された局は太字で記載する。
| 放送地域       | 放送局             | 放送期間                                                    | 放送日時                              | 放送系列                      | ネット状況 | 備考              |
| -------------- | ------------------ | ----------------------------------------------------------- | ------------------------------------- | ----------------------------- | ---------- | ----------------- |
| 関東広域圏     | テレビ東京         | 1997年12月23日 - 1998年3月31日 1998年10月6日 - 1999年4月6日 | 火曜 18:30 - 19:00 火曜 19:00 - 19:30 | テレビ東京系列                | 制作局     |                   |
| 北海道         | テレビ北海道       | 1997年12月23日 - 1998年3月31日 1998年10月6日 - 1999年4月6日 | 火曜 18:30 - 19:00 火曜 19:00 - 19:30 | テレビ東京系列                | 同時ネット |                   |
| 愛知県         | テレビ愛知         | 1997年12月23日 - 1998年3月31日 1998年10月6日 - 1999年4月6日 | 火曜 18:30 - 19:00 火曜 19:00 - 19:30 | テレビ東京系列                | 同時ネット |                   |
| 大阪府         | テレビ大阪         | 1997年12月23日 - 1998年3月31日 1998年10月6日 - 1999年4月6日 | 火曜 18:30 - 19:00 火曜 19:00 - 19:30 | テレビ東京系列                | 同時ネット |                   |
| 岡山県・香川県 | テレビせとうち     | 1997年12月23日 - 1998年3月31日 1998年10月6日 - 1999年4月6日 | 火曜 18:30 - 19:00 火曜 19:00 - 19:30 | テレビ東京系列                | 同時ネット |                   |
| 福岡県         | TXN九州            | 1997年12月23日 - 1998年3月31日 1998年10月6日 - 1999年4月6日 | 火曜 18:30 - 19:00 火曜 19:00 - 19:30 | テレビ東京系列                | 同時ネット | 現・TVQ九州放送   |
| 青森県         | 青森朝日放送       | 不明                                                        | 火曜 17:00 - 17:30                    | テレビ朝日系列                | 遅れネット |                   |
| 宮城県         | 東日本放送         | 不明                                                        | 不明                                  | テレビ朝日系列                | 遅れネット |                   |
| 秋田県         | 秋田テレビ         | 不明                                                        | 不明                                  | フジテレビ系列                | 遅れネット |                   |
| 新潟県         | テレビ新潟         | 不明                                                        | 不明                                  | 日本テレビ系列                | 遅れネット |                   |
| 長野県         | 信越放送           | 不明                                                        | 不明                                  | TBS系列                       | 遅れネット |                   |
| 富山県         | チューリップテレビ | 1998年1月13日 - 4月21日                                     | 火曜 16:27 - 17:00                    | TBS系列                       | 遅れネット | [ 注釈 20 ] [ 7 ] |
| 石川県         | 北陸朝日放送       | 1998年1月9日 - 4月17日                                      | 金曜 17:00 - 17:30                    | テレビ朝日系列                | 遅れネット | [ 注釈 21 ] [ 7 ] |
| 福井県         | 福井テレビ         | 1998年1月5日 - 4月13日                                      | 月曜 16:25 - 16:55                    | フジテレビ系列                | 遅れネット | [ 注釈 22 ] [ 7 ] |
| 岐阜県         | 岐阜放送           | 不明                                                        | 不明                                  | 独立局                        | 遅れネット |                   |
| 三重県         | 三重テレビ         | 不明                                                        | 不明                                  | 独立局                        | 遅れネット |                   |
| 滋賀県         | びわ湖放送         | 不明                                                        | 不明                                  | 独立局                        | 遅れネット |                   |
| 奈良県         | 奈良テレビ         | 不明                                                        | 不明                                  | 独立局                        | 遅れネット |                   |
| 和歌山県       | テレビ和歌山       | 不明                                                        | 不明                                  | 独立局                        | 遅れネット |                   |
| 島根県・鳥取県 | 山陰放送           | 不明                                                        | 不明                                  | TBS系列                       | 遅れネット |                   |
| 愛媛県         | 南海放送           | 不明                                                        | 不明                                  | 日本テレビ系列                | 遅れネット |                   |
| 高知県         | 高知放送           | 不明                                                        | 不明                                  | 日本テレビ系列                | 遅れネット |                   |
| 熊本県         | テレビ熊本         | 1998年1月6日 - 4月14日                                      | 火曜 16:25 - 16:55                    | フジテレビ系列                | 遅れネット | [ 注釈 23 ] [ 9 ] |
| 大分県         | テレビ大分         | 不明                                                        | 不明                                  | 日本テレビ系列 フジテレビ系列 | 遅れネット |                   |
| 大分県         | 大分放送           | 不明 - 1999年9月                                            | 不明                                  | TBS系列                       | 遅れネット | [ 10 ]            |
| 沖縄県         | 琉球朝日放送       | 不明                                                        | 不明                                  | テレビ朝日系列                | 遅れネット |                   |

『ポケットモンスター』の差し替えとして本作を放送しなかったネット局は、以下のアニメや番組で穴埋めしていた。
| 放送局                                          | 穴埋め番組                                                                      |
| ----------------------------------------------- | ------------------------------------------------------------------------------- |
| テレビユー山形 テレビ山梨 静岡放送              | 『まんが日本昔ばなし』（毎日放送）の再放送                                      |
| 福島テレビ                                      | 『キテレツ大百科』（フジテレビ）の再放送                                        |
| 岩手めんこいテレビ 長野放送 中国放送 サガテレビ | 不明                                                                            |
| テレビ山口                                      | 『少年アシベ』（TBS）の再放送                                                   |
| 四国放送                                        | 『ちびまる子ちゃん』（フジテレビ）の遅れネット                                  |
| 南海放送                                        | 『名探偵コナン』（読売テレビ）の再放送を行った後に本作を放送                    |
| 長崎国際テレビ                                  | 『それいけ!アンパンマン』（日本テレビ）と『名探偵コナン』（読売テレビ）の再放送 |
| テレビ宮崎                                      | 『アニメ世界の童話』の再放送                                                    |
| 鹿児島放送                                      | 『クレヨンしんちゃん』（テレビ朝日）の再放送                                    |

| テレビ東京系列 火曜18:30 - 19:00枠                                                      | テレビ東京系列 火曜18:30 - 19:00枠                                                          | テレビ東京系列 火曜18:30 - 19:00枠                                     |
| 前番組                                                                                  | 番組名                                                                                      | 次番組                                                                 |
| --------------------------------------------------------------------------------------- | ------------------------------------------------------------------------------------------- | ---------------------------------------------------------------------- |
| ポケットモンスター （1997年4月1日 - 1997年12月16日） ※放送休止後、木曜19:00枠で再開     | 学級王ヤマザキ（第1期） （1997年12月23日 - 1998年3月31日） ※1998年4月以降は別の時間帯に放送 | はれときどきぶた （1998年4月7日 - 1998年9月29日） ※木曜19:00枠から移動 |
| テレビ東京系列 火曜19:00 - 19:30枠                                                      |                                                                                             |                                                                        |
| 火曜ゴールデンワイド （1991年10月1日 - 1998年9月29日） ※19:00 - 20:54、30分縮小して継続 | 学級王ヤマザキ（第2期） （1998年10月6日 - 1999年4月6日） 【ここからアニメ枠】               | KAIKANフレーズ （1999年4月20日 - 1999年9月28日）                       |

## ゲーム
学級王ヤマザキ ゲームボーイ版（1999年5月29日発売、コーエー）
ゲームボーイ & ゲームボーイカラー用ソフト。ヤマザキがプー助を育てるため、冠町で様々なゲームやイベントをこなしていくコンピュータRPG風の作品。
学級王ヤマザキ ヤマザキ王国大フン争（1999年12月23日発売、セガ）
ドリームキャスト用ソフト。ヤマザキを始めとするキャラクター達が双六とミニゲームで稼いで学級王を目指すボードゲーム。原作のみ登場したエリカも登場している。

## グッズ
ヤマザキウンチの缶詰
バンダイから発売。物語内に登場したウンチをランダムに詰め合わせた缶詰。ゴールドなど数の少ない物もある。結構売れたという。物語内でもヤマザキが商売に使った商品として登場した（『うちゅう人 田中太郎』にも登場している）。名称が放送に適さないため、『おはスタ』で宣伝する時とアニメ内においては「ヤマザキUNCHI」（ユーエヌシーエイチアイ）と呼ばれていた。
学級王ヤマザキ4コマコマシール
アニメの画像から作成された4コマ漫画が1コマごとにバラバラに袋詰めされたシール。台詞が書き込めるオリジナル作品の作れるシールもあり、コロコロ誌上では付録のシールと組み合わせて4コマ漫画を作るコンテストも行われた。
ぷにぷにプー助
握るとセンサーが作動して喋る玩具。発売前には「にぎにぎプー助」という名前であった。